# 食品与生物加工技术
《食品与生物加工技术》（英语：Food and Bioprocess Technology）是一本由SCI和EI收录的国际性学术期刊，由Springer出版社出版发行。该期刊有印刷版和电子版两种版本。期刊主编为食品工程专家孙大文，都柏林国立爱尔兰大学食品和生物系统工程教授。 

## 论文范围
《食品与生物加工技术》为涉及从“田头到餐桌”的所有工程和科学类最前沿的原创论文提供一个有效、及时的平台。杂志的目标是成为农业与食品研究界的多学科国际一流期刊。
本期刊尤其侧重发表这些有助于农业食品工业提高加工效率、提升产品质量、保鲜或延长产品货价期的实验或理论的研究发现成果。同时也特别欢迎有关包括食品和生物产品加工过程中现有方法的新观点、创新的或刚出现的技术、以及发展趋势和未来的研究评述文章。